# Prémios Lusófonos da Criatividade
Os Prémios Lusófonos da Criatividade são um festival internacional de criatividade sediado em Portugal e também o único mundialmente 

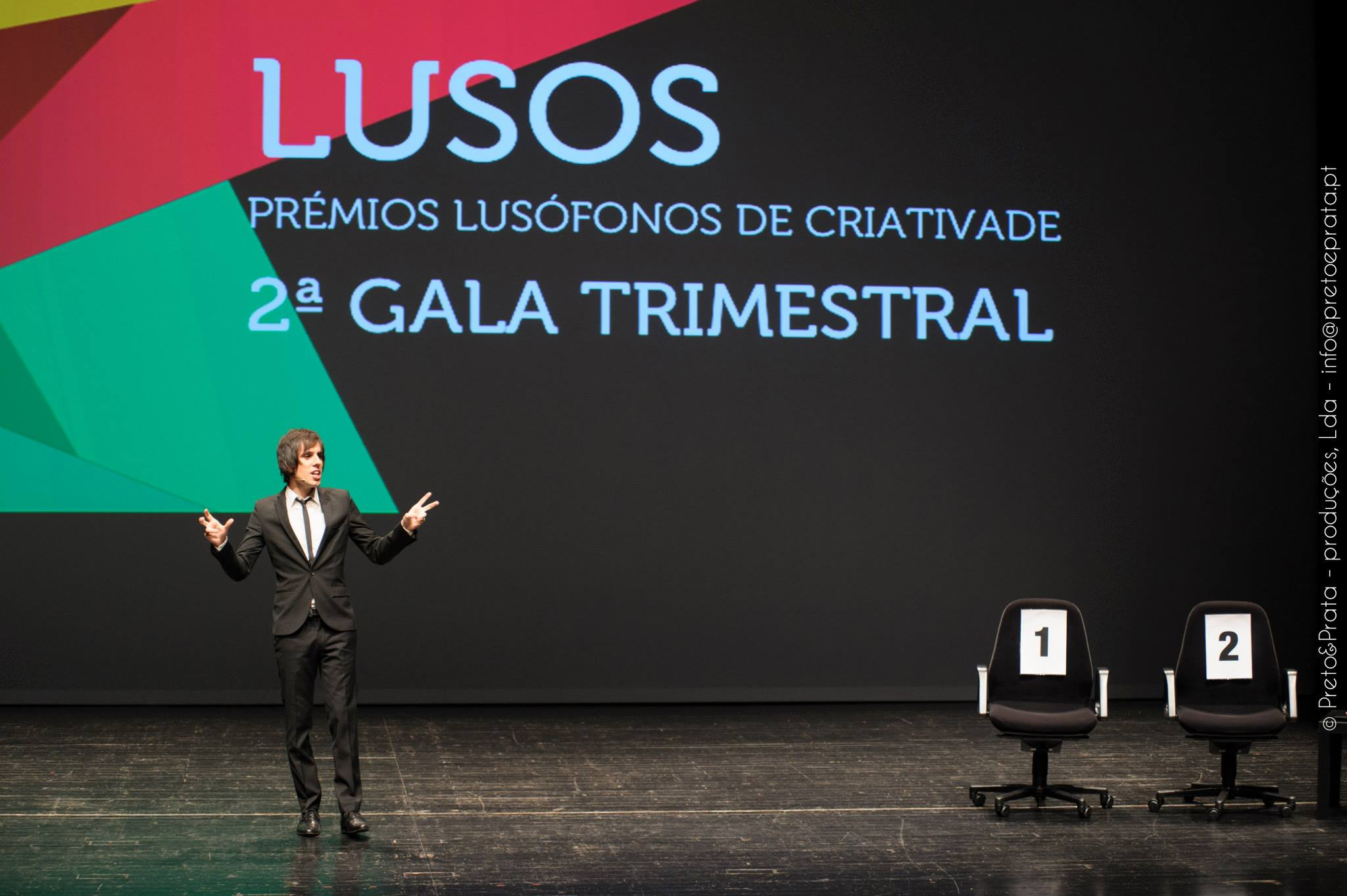
2ª Gala Trimestral - Prémios Lusófonos da Criatividade

dedicado exclusivamente a premiar, homenagear e debater os mercados publicitários e de comunicação dos países de língua oficial portuguesa. 

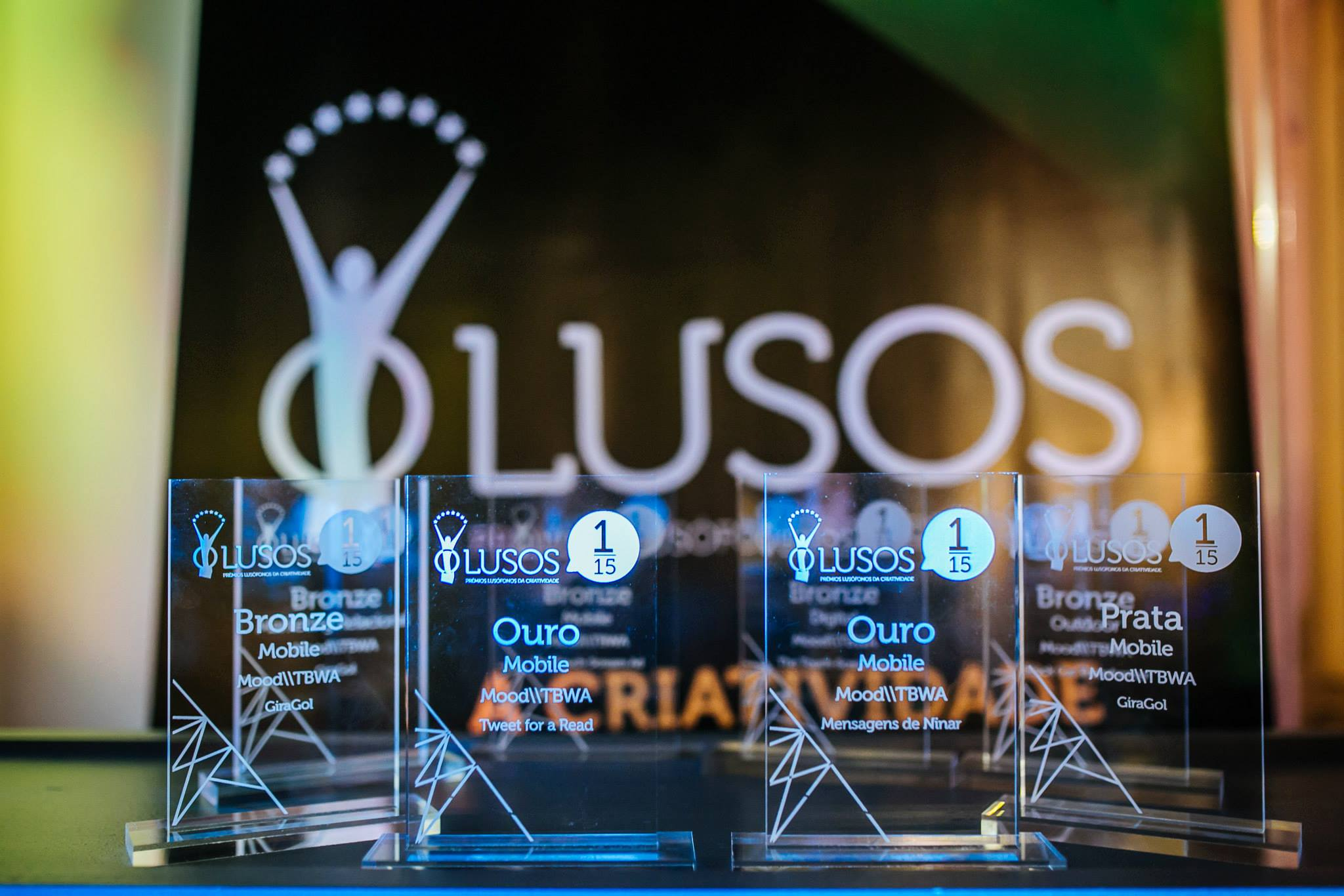
1ª Edição Quadrimestral da 2ª Edição

Com nove anos de existência, os Lusos têm cumprido a sua missão de enaltecer o melhor trabalho feito por agências, profissionais, estúdios e produtores em todos os países que comungam a nossa língua. Os Lusos têm ainda sido um pilar importante no mercado, na promoção de uma aproximação entre estes mercados, trazendo a Lisboa sempre que possível alguns dos maiores nomes mundiais da nossa indústria.
Esta missão é para manter e prosseguir.

## História
Este prémio foi criado em 2013 por Ana Firmo Ferreira, CEO do Lisbon Awards Group. A primeira edição deste prémio, que na altura tinha o nome de Prémios Lusos, foi realizada no dia 10 de Julho de 2013 em Lisboa e contou com a inscrição de 300 trabalhos, de 32 agências. 
Ao longo dos anos, os Prémios Lusófonos da Criatividade foram crescendo e começaram a ganhara "relevância nos vários mercados da língua Portuguesa, com um especial enfoque para Portugal e para o Brasil". 

## O que são?
Os Prémios Lusófonos da Criatividade premiam trimestralmente os melhores trabalhos realizados por agências, profissionais, estúdios e produtores em todos os países que comungam a língua Portuguesa
Este festival decorre durante todo o ano sendo que, cada edição anual é composta por três edições quadrimestrais. A última edição quadrimestral decorre em paralelo com o Festival Anual dos Prémios Lusófonos, onde são entregues os prémios de Agência e Produtora do Ano Lusófonas em todas as áreas da comunicação, bem como em cada um dos países participantes. 
Ao longo das variadas edições, este Prémio contou com a presença e participação de publicitários lusófonos de sucesso tais como: Felipe Luchi; Marcelo Reis; Mario D'Andrea; Edson Athayde; PJ Pereira; Ricardo Monteiro; Nizan Guanaes; Manuel Peres; Manuel Maltez; António Alves Fonseca; Tatiana Pacheco; Hugo Rodrigues; Luis Silva Dias; entre outros.

## O que torna este festival tão especial e único
Este é um festival diferente de todos os outros. Não acontece uma vez por ano, mas sim ao longo de todo o ano. Por acharmos que é mais justo ir avaliando ao longo de todo ano os trabalhos de uma agência e não aqueles que apenas são feitos numa altura do ano e propositadamente para festivais.
Este modelo de festival tem atraído a participação das maiores e mais prestigiadas agências de todos os países de língua oficial portuguesa. Fazendo dos Prémios Lusófonos uma premiação ímpar e de prestígio a nível internacional.
Desta forma, cada edição anual é composta por três edições quadrimestrais. A última edição quadrimestral decorre em paralelo com o Festival Anual dos Prémios Lusos, onde são entregues os prémios de Agência e Produtora do Ano Lusófonas em todas as áreas da comunicação, bem como em cada um dos países participantes.

## Categorias
As categorias que compõem este festival são:
- TV e Cinema
- Imprensa
- Rádio
- Outdoor
- Digital
- Mobile
- Ativação da Marca
- Eventos
- Design
- Media
- Relações Públicas
- Produção
- Marketing Relacional
- Social Media
- E em 2022, numa homenagem especial à Ucrânia, criou-se a categoria "Paz na Ucrânia", iniciativa que nas palavras da CEO Ana Firmo Ferreira "se prende com a necessidade da comunidade criativa de língua portuguesa dar o devido gesto de força ao povo ucraniano neste momento de elevado sofrimento, ao qual nenhuma marca, profissional ou agência pode estar indiferente".

## Premiados
Desde a primeira edição deste Prémio, variadas as agências e produtoras lusófonas foram premiadas tais como: Saatchi & Saatchi; Mindshare; Wunderman; BAR; DDB Moçambique; Africa; Born; Mood/TBWA; FCB Lisboa; comOn; Young Network; Dentsu; Loba.cx; Show Off, entre outras.

## Festival Anual
Durante o Festival Anual, as agências e produtoras do ano são premiadas através da soma das pontuações dos prémios que ganharam no decorrer dos três quadrimestres de cada ano.
Localização do Festival Anual, desde a sua primeira edição:
2013/2014 - hotel Tiara Park Atlantic Lisboa
2014/2015 - Instituto Camões
2015/2016 - Novo Banco Cultura
2016/2017 - Cinema São Jorge 
2017/2018 - Microsoft
2018/2019 - UCCLA - União das Cidades Capitais de Língua Portuguesa

## Ligações
Site oficial
Página de facebook
Instagram
LinkedIn